# Enicospilus bukiti
Enicospilus bukiti là một loài tò vò trong họ Ichneumonidae.